# Lee Remick
Lee Ann Remick (født 14. december 1935, død 2. juli 1991) var en amerikansk teater-, tv- og filmskuespiller.

## Biografi
Remick begyndte at danse og fik filmdebut i 1957 som sexet tamburmajor i Et ansigt i mængden. Hollywood forsøgte at lancere hende som sexbombe, og hun blev kaldt "USA's svar på Brigitte Bardot".
Hun var smuk med et køligt, sensuelt udseende og spillede mange fine roller. Blandt hendes mest berømte film er Den lange varme sommer (1958), voldtægtsoffer i filmen Et mord analyseres (1959, over for James Stewart), Hektiske dage (1962, hvor hun overbevisende spillede en patetisk alkoholisk kone over for Jack Lemmon; hun blev Oscar-nomineret for denne rolle),  Karavane mod vest (1965; over for Burt Lancaster) og Sådan behandler man ikke damer (1968).
I slutningen af 1960'erne var Remick blevet træt af Hollywood, og sammen med sin anden mand, producent William Gowans, flyttede hun til England.
Hun optrådte også i tv-serien Jennie (1974, i rollen som Jennie Jerome Churchill, mor til Winston Churchill), Ike (1979; i rollen som Eisenhowers elskerinde) og i den meget populære Mistrals datter (1984).

## Filmografi (udvalg)
- 1958 – Den lange varme sommer
- 1959 – Et mord analyseres
- 1962 – Hektiske dage
- 1965 – Karavane mod vest
- 1968 – Sådan behandler man ikke damer
- 1974 – Jennie (TV-serie)
- 1976 – Tegnet
- 1977 – Telefonen
- 1980 – Konkurrencen
- 1984 – Mistrals datter (TV-serie)
- 1989 – Chok House